# Skælrod (slægt)
Skælrod (Lathraea) er en slægt med 5-7 arter, der er udbredt i Asien og Europa. Det er flerårige, urteagtige, snyltende planter. Skuddene er blege og oprette, helt uforgrenede eller forgrenede direkte fra jordoverfladen. De overjordiske blade er spredt stillede, blege og skælformede blade, mens bladene på jordstænglen tykke og ligeledes skælformede. Blomsterne er samlet i endestillede klaser eller aks. De enkelte blomster er 4-tallige og uregelmæssigt tolappede. Kronbladene er blege eller blå. Frugterne er toklappede kapsler oftest med 2-4, kuglerunde frø.
| Beskrevne arter |

- Blå skælrod (Lathraea clandestina)
- Skælrod (Lathraea squamaria)

| Andre arter |

- Lathraea rhodopaea